# Cupila excavata
Cupila excavata är en skalbaggsart som beskrevs av Park och Wagner 1962. Cupila excavata ingår i släktet Cupila och familjen kortvingar. Inga underarter finns listade i Catalogue of Life.